# Канс, Йоаким
Йоаким Канс (швед. Joacim Cans; род. 19 февраля 1970, Мура, Швеция) — шведский певец, музыкант и композитор. Вокалист пауэр-метал-группы HammerFall с 1996 года, один из основных авторов группы.
Обучался в Музыкальном институте в Голливуде. Выпустил свой первый сольный альбом под названием Beyond the Gates в 2004 году.
В 2002 году Йоаким подвергся нападению хулигана, который разбил о лицо вокалиста стеклянную кружку из-за разницы в музыкальных вкусах. Канс едва не потерял глаз, но врачам удалось спасти его.
В 2008 году Канс принял участие с хоровой командой в шведской телевизионной программе «Körslaget». 10 мая его команда выиграла все соревнования.
В 2013 году Йоаким участвовал в шведском конкурсе Melodifestivalen.